# Motore tandem

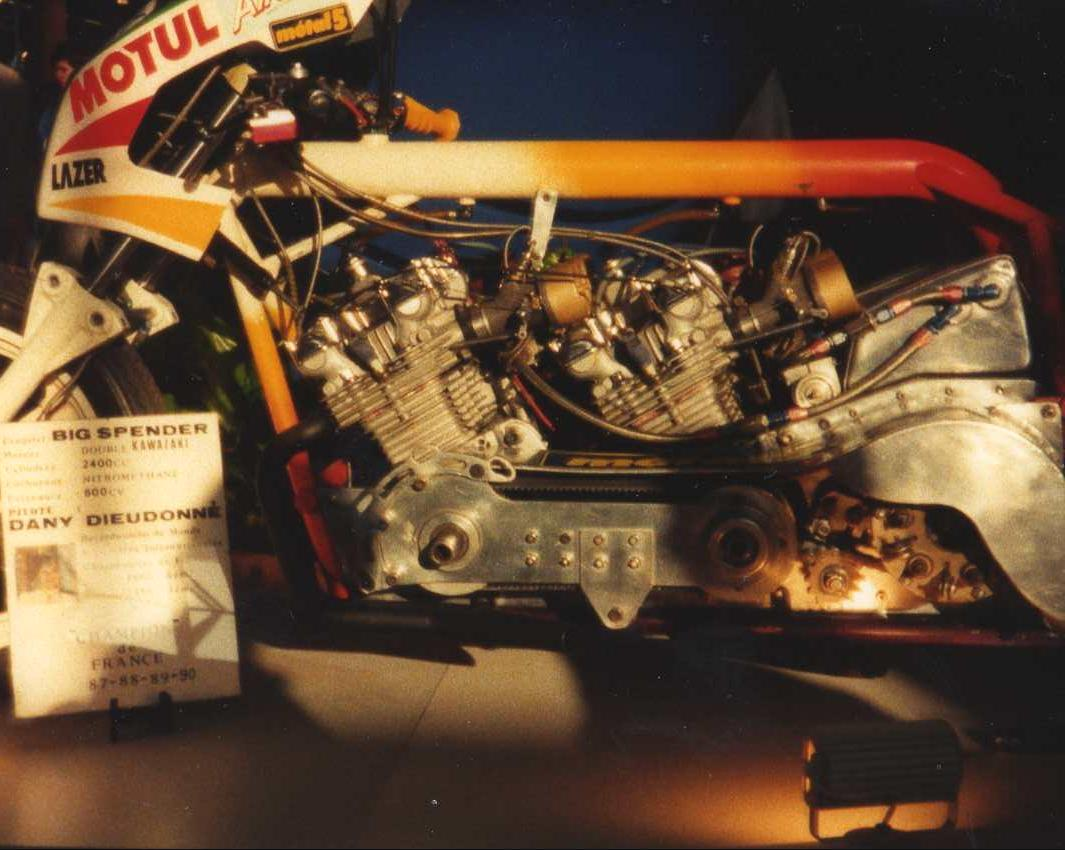
Esempio di motore in tandem

Il motore tandem o motore in parallelo è un motore a combustione interna formato dall'unione a tandem di due motori (qualsiasi sia la loro disposizione tra loro) e ognuno con il proprio albero motore, uniti tramite ingranaggi o altro sistema.

## Descrizione
Questa configurazione di motore è poco comune, utilizzata per la possibilità di utilizzare, nella sua costruzione le stesse parti dei motori da cui deriva, inoltre risulta più semplice da progettare.

### Tipologia
I motori tandem possono essere suddivisi in vari modi:
- Tandem, costituito da due motori monocilindrici collegati tra loro.
- Motore a U, dato dall'unione di due motori in linea.
- Motore ad H, dato dall'unione di due motori a cilindri contrapposti o boxer.
- Motore a W, dato dall'unione di due motori a V.
- Motore ad X, dato dall'unione di due motori a V speculare alla loro linea mediana.
- Boxer a cilindri contrapposti, dato da un motore a cilindri e alberi motore contrapposti.